# Aleksandr Anufriew
Aleksandr Andrejewicz Anufriew, ros. Александр Андреевич Ануфриев (ur. 1862 w Archangielsku, zm. 1939) – rosyjski lekarz ginekolog.
Ukończył studia medyczne na Cesarskim Uniwersytecie Warszawskim, tytuł doktora otrzymał w 1897. Pracował jako asystent w laboratorium higienicznym, był też nauczycielem gimnazjalnym. W latach 1890–96 asystent w Warszawie, od 1901 do 1902 ordynator szpitala w Moskwie, w latach 1903-05 asystent w Odessie, w 1898 habilitował się w Moskwie, a w 1903 w Odessie. 
Z inicjatywy Anufriewa i Michaiła Ałfiorowa powstała biblioteka na Północnym Państwowym Uniwersytecie Medycznym w Archangielsku.

## Wybrane prace
- Zur Kasuistik des primären Tubencarcinoms[4] (1904)